# Лемли, Марк
Марк А. Лемли (родился в 1966 году) — директор программы Стэнфордского университета в области права, науки и технологии и один из партнёров-основателей юридической фирмы Durie Tangri LLP.

## Биография
Лемли преподаёт интеллектуальную собственность, компьютерное и интернет-патентирование и антимонопольное законодательство. Он является признанным экспертом в вопросе влиянии патентов на инновации и необходимых требований для выдачи патента.
Лемли представлял интересы клиентов в 19 делах в федеральном апелляционном суде, а также много раз выступал в окружных судах и в Верховном суде Калифорнии. Среди его клиентов Genentech, Dish Network, Google, Grokster, Guidewire, Hummer Winblad, Netflix и Фонд Колорадского университета. За более чем два десятилетия работы адвокатом он принял участие в около сотни дел.
До Стэнфорда он преподавал право в школах права Техасского университета и Калифорнийского университета в Беркли.
В 1988 году в Стэнфордском университете Лемли получил степень бакалавра искусств в области политологии, а в 1991 году — степень доктора права в школе права Калифорнийского университета. Он также был клерком судьи Апелляционного суда девятого округа США, Дороти Райт Нельсон.
В 2014 году Лемли включили в Зал славы интеллектуальной собственности.